# Paraliparis calidus
Paraliparis calidus är en fiskart som beskrevs av Cohen, 1968. Paraliparis calidus ingår i släktet Paraliparis och familjen Liparidae. Inga underarter finns listade i Catalogue of Life.